# Cerkiew Zaśnięcia Najświętszej Maryi Panny w Przemyślu
Cerkiew pod wezwaniem Zaśnięcia Przenajświętszej Bogurodzicy – prawosławna cerkiew konkatedralna i parafialna w Przemyślu. Należy do dekanatu Przemyśl diecezji przemysko-gorlickiej Polskiego Autokefalicznego Kościoła Prawosławnego.
Cerkiew mieści się przy ulicy Wilczańskiej 24.
Świątynia murowana, o trzech kopułach. Wzniesiona po 1887 w miejscu dawnej cerkwi drewnianej, jako cerkiew greckokatolicka. 
Zniszczona po II wojnie światowej, odnowiona w latach 1982–1984. Obok cerkwi znajduje się dzwonnica z zabytkowymi dzwonami z drugiej połowy XVIII w. oraz cmentarz.
Na podstawie ustawy z dnia 17 grudnia 2009 o uregulowaniu stanu prawnego niektórych nieruchomości pozostających we władaniu Polskiego Autokefalicznego Kościoła Prawosławnego świątynia stała się wyłączną własnością Kościoła prawosławnego, natomiast Kościół greckokatolicki otrzymał odszkodowanie od Skarbu Państwa.

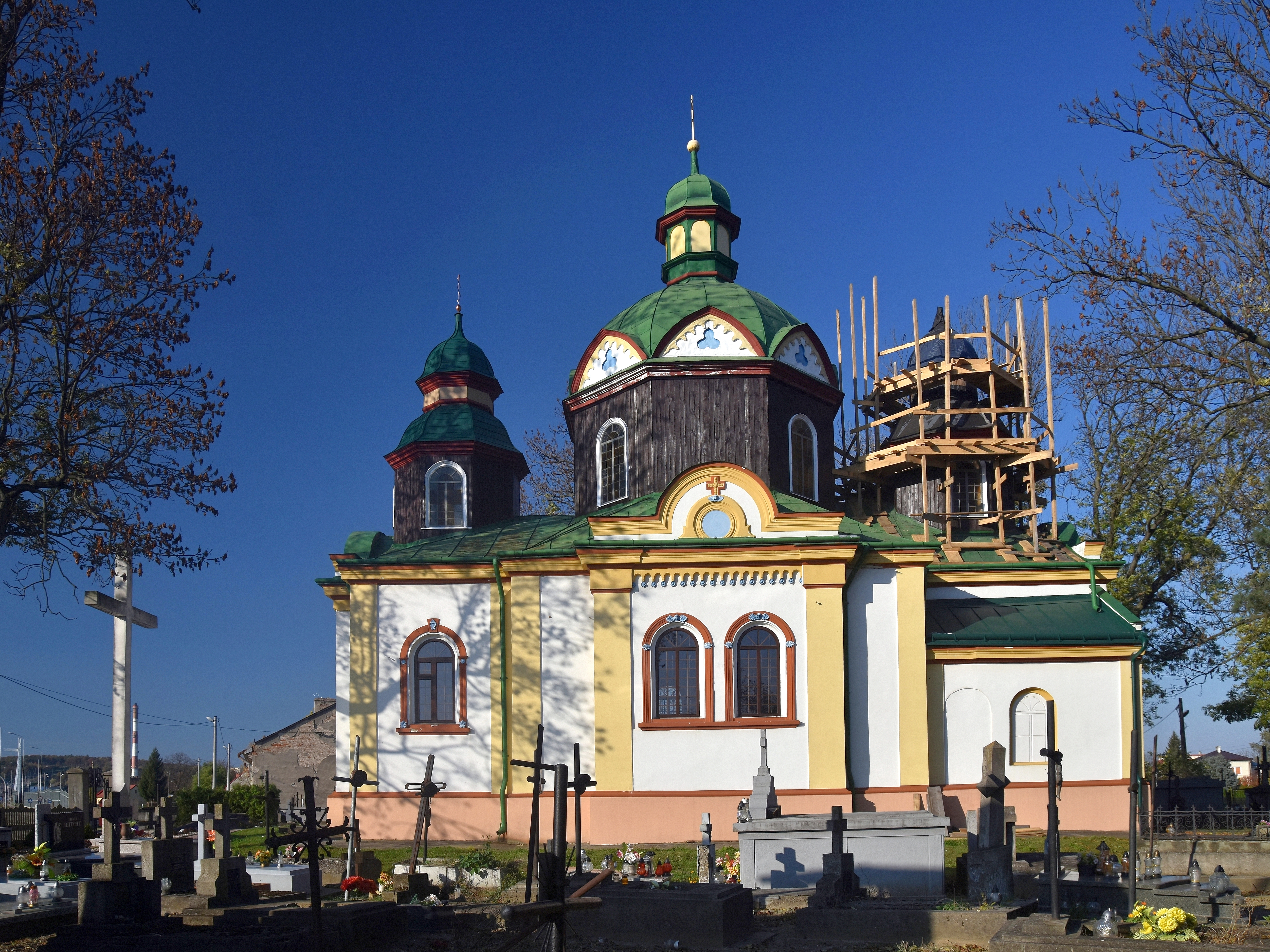
Elewacja południowa
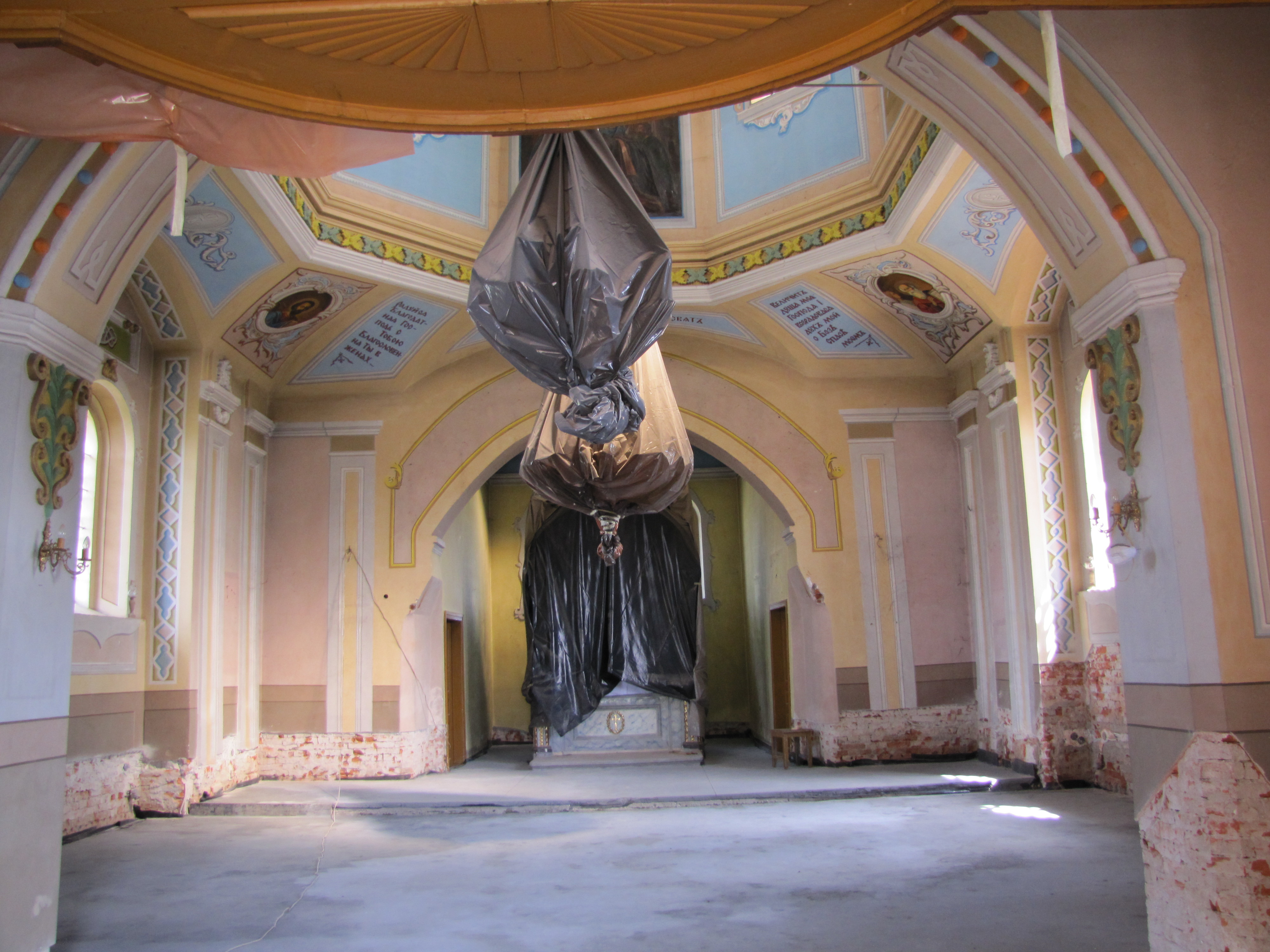
Wnętrze (w trakcie remontu)
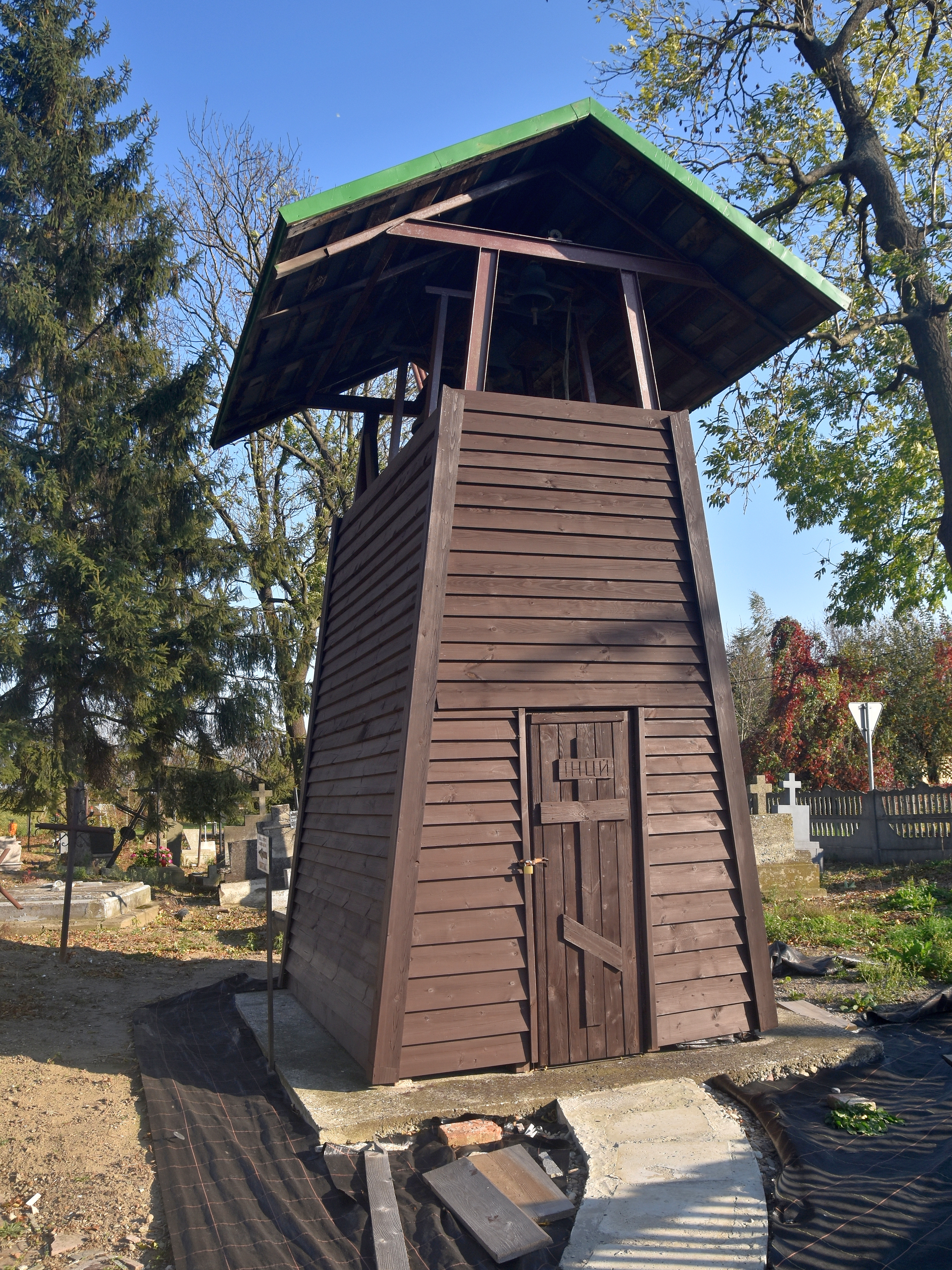
Dzwonnica

W marcu 2011 nieznani sprawcy włamali się do cerkwi i zrabowali dwa krzyże, kielich i patenę. Została zniszczona kadzielnica. Straty oszacowano na 10 tys. zł.
Cerkiew, dzwonnicę i cmentarz wpisano do rejestru zabytków 7 czerwca 1983 pod nr A-445.